# Dekanat Biały Dunajec
Dekanat Biały Dunajec – jeden z 45 dekanatów w rzymskokatolickiej archidiecezji krakowskiej.

## Parafie
W skład dekanatu wchodzi 11 parafii i 1 ośrodek duszpasterski:
- parafia Miłosierdzia Bożego – Bańska Niżna
- parafia MB Fatimskiej – Bańska Wyżna
- parafia MB Królowej Aniołów – Biały Dunajec
- ośrodek duszpasterski św. Józefa – Małe Ciche
- parafia Przemienienia Pańskiego – Maruszyna
- parafia NMP Królowej – Murzasichle
- parafia św. Marii Magdaleny – Poronin
- parafia MB Nieustającej Pomocy – Skrzypne
- parafia św. Józefa Rzemieślnika – Stasikówka (Poronin)
- parafia św. Andrzeja Apostoła – Szaflary
- parafia św. Wojciecha – Zaskale
- parafia św. Anny – Ząb

## Sąsiednie dekanaty
Białka Tatrzańska, Czarny Dunajec, Nowy Targ, Zakopane